# Biomeccanica
La biomeccanica è l'applicazione dei principi della meccanica agli organismi viventi (sia animali sia vegetali). In particolare, la biomeccanica analizza il comportamento delle strutture fisiologiche quando sono sottoposte a sollecitazioni statiche o dinamiche. È strettamente correlata alla bioingegneria, all'ortoprotesica, alla chinesiologia (quest'ultima infatti si occupa tra l'altro della biomeccanica degli esseri umani) e all'ingegneria tissutale.

## Storia, applicazioni e strumenti

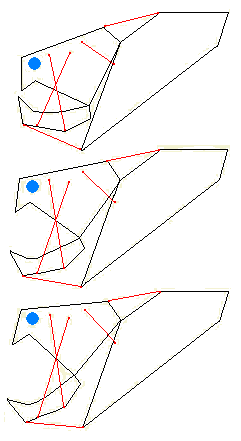
Rappresentazione di uno studio di biomeccanica per indagare il comportamento di un animale estinto (Dunkleosteus terrelli).

Si deve ad Aristotele uno dei primi testi di biomeccanica, chiamato De Motu Animalium.
Nel 1680 e' pubblicato postumo il trattato De motu animalium di Giovanni Alfonso Borelli, associabile alla iatromeccanica.
Tra le varie applicazioni della biomeccanica, si annoverano applicazioni in campo militare (come distribuire meglio il peso dell'equipaggiamento di un soldato), nel campo sportivo (come aumentare le prestazioni degli atleti), nel campo biomedico e biorobotico (costruzione di arti artificiali), nel campo dell'ergonomia e nella produzione dei beni di consumo (produzione di beni per migliorare comfort o prestazioni).
La biomeccanica è stata anche impiegata per misurare le prestazioni nella corsa dei cavalli e nello studio dei microrganismi acquatici. La biomeccanica è anche stata impiegata per studiare il comportamento di animali ormai estinti.
Spesso nell'ambito della biomeccanica si fa uso di software di simulazione, in modo da ottenere un modello fisico del modello reale; in questa maniera, è possibile prevedere quale sarà la risposta delle sollecitazioni meccaniche sul modello reale indirettamente, a partire dal modello impiegato nella simulazione.